# Governatorato di Tula
Il governatorato di Tula (in russo Тульская губерния?, Tul'skaja gubernija) è stato una gubernija dell'Impero russo, esistito dal 1796 al 1929. Il capoluogo era Tula.